# الهتمي الجديد
الهتمي الجديد في قطر، ويقع في بلدية الدوحة. اسمها مشتق من عائلة الهتمي، وهي فرع من قبيلة . تشكل مع فريج بن عمران ومدينة حمد الطبية المنطقة 37 التي يبلغ عدد سكانها 26,121 نسمة.

## الجغرافيا
يحد الهتمي الجديد المناطق التالية:
- مدينة حمد الطبية من الشرق، ويفصلها شارع محمد بن ثاني.
- السد من الجنوب، ويفصل بينها طريق الريان.
- المسيلة من الغرب، ويفصل بينها شارع جاسم بن حمد.
- فريج بن عمران من الشمال، ويفصل بينها شارع اليرموك.

## معالم
- حديقة الهتمي بشارع عذبة.[5]
- مركز فهد بن جاسم للكلى على شارع الرشيد.
- مركز التعليم الأمريكي على شارع جاسم بن حمد.
- المجلس الوطني للثقافة والفنون والتراث بشارع اليمامة.
- حدائق ناصر على شارع محمد بن ثاني.
- مركز أصدقاء البيئة بشارع الرشيد.
- مركز شباب الدوحة على شارع ساحة الإخلاص.